# 劉秀美
劉秀美（1972年11月28日—），台灣女子足球裁判。
劉秀美早期為足球運動員，曾代表中華台北參加首屆1991年女子世界盃足球賽，退休後於2001年考取國際裁判資格，曾於2003、07年世界盃女足賽和2002、06年亞運執法，並於2007年獲選為亞洲足球聯合總會年度最佳女子助理裁判。